# 남아메리카의 깃발 목록
이 문서는 남아메리카의 국기를나열한 목록이다.

## 국제기

유엔
올림픽기
카리브 공동체
메르코수르
남미 국가 연합
안데스 공동체

## 국기

가이아나
베네수엘라
볼리비아
브라질
수리남
아르헨티나
에콰도르
우루과이
칠레
콜롬비아
파라과이
페루
기아나
포클랜드 제도
사우스조지아 사우스샌드위치 제도

## 마이크로네이션

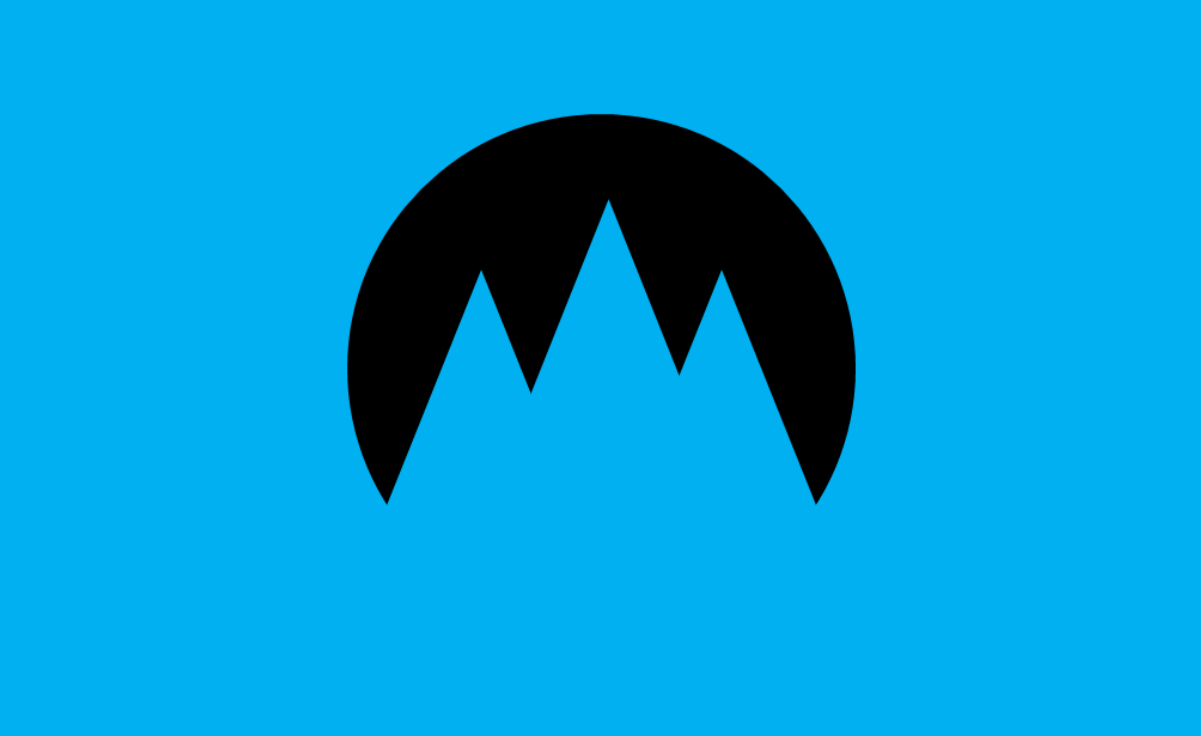
빙하 공화국

## 같이 보기
- 북아메리카의 깃발 목록
- 5월의 태양
- 위팔라